# Allondans
Allondans település Franciaországban, Doubs megyében. Lakosainak száma 237 fő (2022. január 1.). Allondans Montbéliard, Sainte-Suzanne, Dung és Issans községekkel határos.

## Népesség
A település népességének változása:
| Lakosok száma | 192  | 176  | 179  | 205  | 233  | 245  | 253  | 260  | 253  | 237  |
|               | 1968 | 1982 | 1990 | 2006 | 2013 | 2015 | 2017 | 2019 | 2020 | 2022 |